# 錫拉丘茲 (堪薩斯州)
锡拉丘兹（英語：Syracuse）是一個位於美國堪薩斯州漢密爾頓縣的城市。同時該地也是漢密爾頓縣的縣治。

## 地方資料
锡拉丘兹的座標為37°58′59″N 101°45′04″W / 37.98306°N 101.75111°W，而該地的海拔高度為985米（即3232英尺）。根據2010年美國人口普查，該地共人口1826人，而該地的面積約為10.62平方千米。